# Górzyniec
Górzyniec (wcześniej jako Gorzyck albo Twardów, od 1747 r. Hartenberg, wcześniej jako Seiffershau) – część Piechowic, w Górach Izerskich na Dolnym Śląsku, przystanek kolejowy na 21. kilometrze (licząc od Jeleniej Góry) szlaku linii kolejowej nr 311, pomiędzy Piechowicami a Szklarską Porębą Dolną.
Osadnictwo w tym miejscu datuje się od roku 1705, kiedy zamieszkali tu tkacze i robotnicy leśni. Górzyniec nigdy nie uzyskał statusu samodzielnej miejscowości, był traktowany jako kolonia Piechowic. Dziś stanowi dzielnicę tego miasta.
Przez Górzyniec przebiega zielony szlak turystyczny z Piechowic na Bobrowe Skały.
Powyżej Górzyńca znajduje się rezerwat przyrody Krokusy w Górzyńcu.
W miejscowości jest przystanek kolejowy Górzyniec.